# أبوياندو

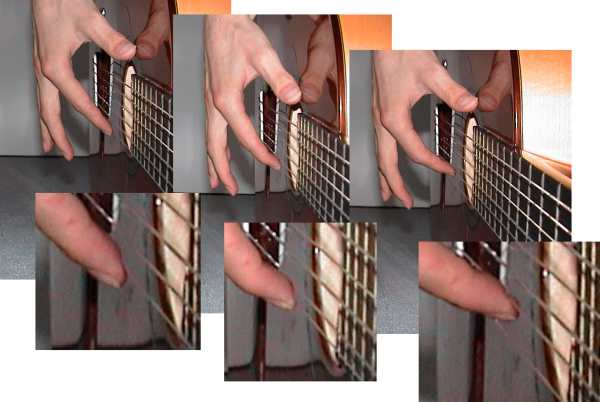

أبوياندو هي طريقة عزف تستخدم في كل من الغيتار الكلاسيكي وغيتار الفلامنكو المعروف باللغة الإنجليزية باسم «ضربة مقيدة» (على الرغم من أن الترجمة المباشرة لـ "apoyando" ستكون «داعمة»). بعد العزف على الوتر تستند الإصبع على الوتر المجاور له، مما يعطي صوتًا أفخم قليلاً. (عكس التيراندو).